# Seladerma conoideum
Seladerma conoideum är en stekelart som beskrevs av Huang 1991. Seladerma conoideum ingår i släktet Seladerma och familjen puppglanssteklar. Inga underarter finns listade i Catalogue of Life.